# Кнежевина Пјомбино
Кнежевина Пјомбино је била држава на Апенинском полуострву која је постојала у периоду од 1398. до 1805. године.

## Историја
Кнежевина Пјомбино издвојила се из Републике Пизе неколико година пре него што је сама Пиза изгубила независност. Државом је најпре управљала сигнорија. Престоница кнежевине био је град Пјомбино. У саставу Пјомбина било је и острво Елба. Године 1594. Пјомбино се издигао на ранг кнежевине. Кнежевина Пјомбино два пута је била мета француских напада током Револуционарних ратова. Французи су кнеза свргли 1799. и 1801. године. Од 1805. године управу над Пјомбином преузео је сам Наполеон да би је спојио са Републиком Луком и формирао Кнежевину Луку и Пјомбино коју је на управу поверио својој сестри Елизи Бонапарте.